# Maryna (obwód homelski)
Maryna, Maryny (biał. Мар’іна, Marina; ros. Марьино, Marjino) – wieś na Białorusi, w obwodzie homelskim, w rejonie dobruskim, około 7 km na północ od miasta Dobrusz.